# Дескрипция
Дескрипция (лат. describere — описывать) — это описание, т.е. конструкция, по форме имеющая вид «тот …, который …». При построении логических средств она включается в язык в числе термов. Определенная дескрипция соответствует терму ιx.Φ, который канонически читается как «тот единственный x, для которого выполняется (верно) Φ». Неопределенная дескрипция соответствует терму εx.Φ, который канонически читается как «тот x, для которого выполняется (верно) Φ».

## Высказывание
Главной функцией описательных (или дескриптивных) высказываний является описание действительности. Описательные высказывания противопоставляются оценочным высказываниям.